# Dover (condado de Norfolk, Massachusetts)
Dover é um lugar designado pelo censo localizado no condado de Norfolk no estado estadounidense de Massachusetts. No Censo de 2010 tinha uma população de 2.265 habitantes e uma densidade populacional de 200,12 pessoas por km².

## Geografia
Dover encontra-se localizado nas coordenadas 42° 14′ 48″ N, 71° 16′ 05″ O. Segundo a Departamento do Censo dos Estados Unidos, Dover tem uma superfície total de 11.32 km², da qual 11.03 km² correspondem a terra firme e (2.56%) 0.29 km² é água.

## Demografia
Segundo o censo de 2010, tinha 2.265 pessoas residindo em Dover. A densidade populacional era de 200,12 hab./km². Dos 2.265 habitantes, Dover estava composto pelo 94.17% brancos, o 0.49% eram afroamericanos, o 0.22% eram amerindios, o 4.5% eram asiáticos, o 0% eram insulares do Pacífico, o 0.09% eram de outras raças e o 0.53% pertenciam a duas ou mais raças. Do total da população o 0.88% eram hispanos ou latinos de qualquer raça.